# Lemuel Francis Abbott
Pour les articles homonymes, voir Abbott.
Lemuel Francis Abbot (vers 1760-1761, Leicestershire — 5 décembre 1802, Londres) est un portraitiste britannique, célèbre pour son portrait d'Horatio Nelson longtemps exposé au 10 Downing Street, et pour ceux d'autres officiers de la Royal Navy et de personnalités littéraires du XVIIIe siècle.

## Biographie
Fils du vicaire et poète Lemuel Abbott (en) (vers 1730-1776), il devient en 1775 un élève de Francis Hayman juste avant la mort du maître ; Lemuel vécut toute sa vie à Londres, principalement dans le quartier de Bloomsbury.
Bien qu'il ait exposé à la Royal Academy, Abbott n'en fut jamais nommé membre. 
Surchargé de travail et malheureux sur le plan domestique, il se laisse submergé par les commandes qu'il a du mal à honorer ; il sombre peu à peu la folie à partir de 1798 et est soigné par Thomas Munro (en) (1759-1833), médecin-chef du Bethlem Royal Hospital et spécialiste des troubles mentaux.

## Œuvre

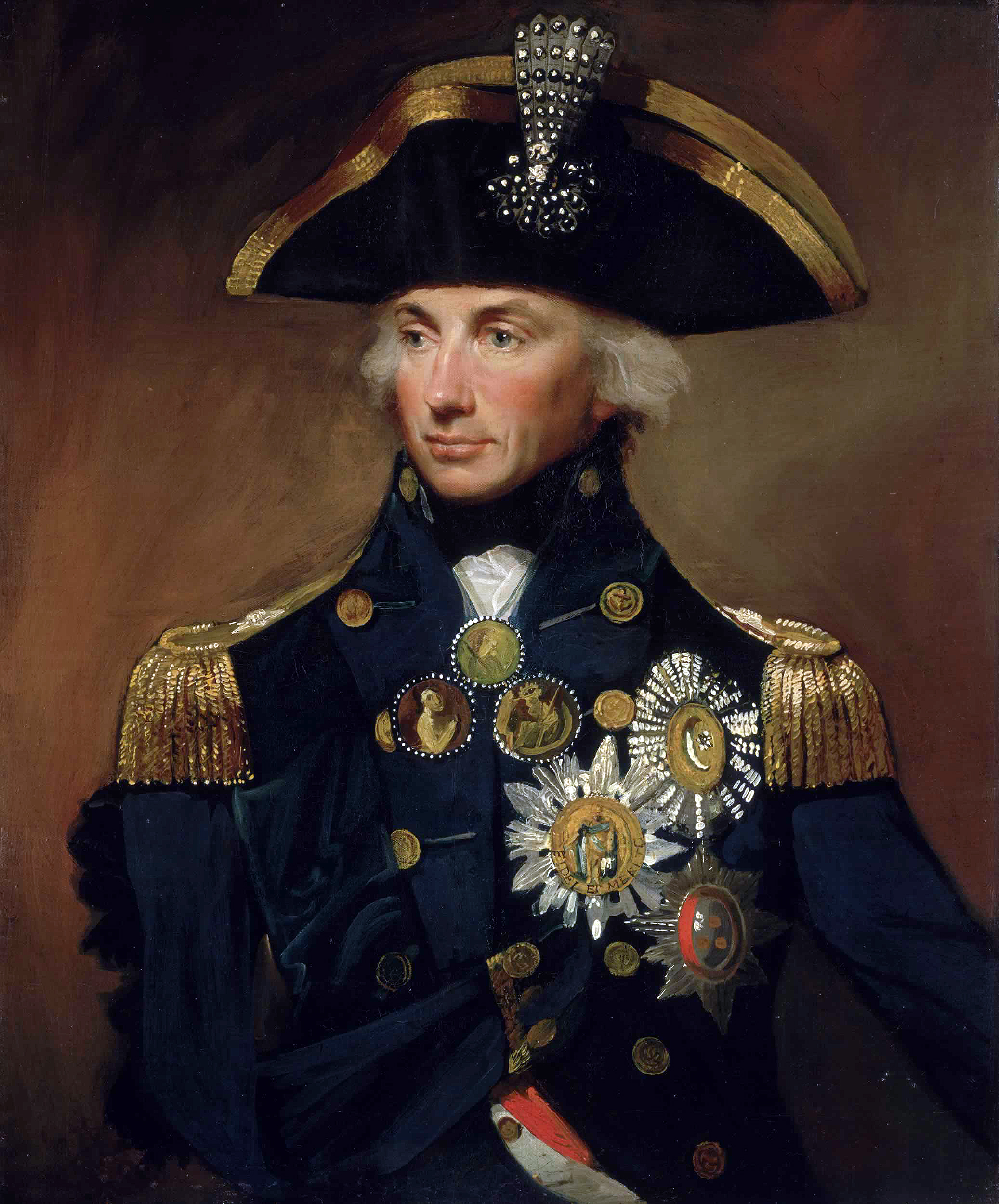
Portrait de Horatio Nelson (1799) par Lemuel Francis Abbott (Londres, National Maritime Museum).

Edwards juge ses portraits d'hommes supérieurs à ses portraits de femmes, surtout au niveau du visage, le peintre mettant peu d'imagination dans la mise en scène et les paysages constituant l'arrière du portrait.